# Fußball-Weltmeisterschaft 1998/Kolumbien
Dieser Artikel behandelt die kolumbianische Fußballnationalmannschaft bei der Fußball-Weltmeisterschaft 1998.

## Qualifikation
| Kolumbien   | - | Paraguay    | 1:0 |
| Peru        | - | Kolumbien   | 1:1 |
| Kolumbien   | - | Uruguay     | 3:1 |
| Kolumbien   | - | Chile       | 4:1 |
| Ecuador     | - | Kolumbien   | 0:1 |
| Bolivien    | - | Kolumbien   | 2:2 |
| Venezuela   | - | Kolumbien   | 0:2 |
| Kolumbien   | - | Argentinien | 0:1 |
| Paraguay    | - | Kolumbien   | 2:1 |
| Kolumbien   | - | Peru        | 0:1 |
| Uruguay     | - | Kolumbien   | 1:1 |
| Chile       | - | Kolumbien   | 4:1 |
| Kolumbien   | - | Ecuador     | 1:0 |
| Kolumbien   | - | Bolivien    | 3:0 |
| Kolumbien   | - | Venezuela   | 1:0 |
| Argentinien | - | Kolumbien   | 1:1 |

## Kolumbianisches Aufgebot
| Nr.               | Name                | Verein vor WM-Beginn    | Geburtstag | Spiele   | Tore     |          |          |
| Torhüter          | Torhüter            | Torhüter                | Torhüter   | Torhüter | Torhüter | Torhüter | Torhüter |
| ----------------- | ------------------- | ----------------------- | ---------- | -------- | -------- | -------- | -------- |
| 1                 | Óscar Córdoba       | Boca Juniors            | 02.03.1970 | 0        | 0        | 0        | 0        |
| 12                | Miguel Calero       | Atlético Nacional       | 14.04.1971 | 0        | 0        | 0        | 0        |
| 22                | Faryd Mondragón     | CA Independiente        | 21.06.1971 | 3        | 0        | 0        | 0        |
| Abwehrspieler     |                     |                         |            |          |          |          |          |
| 2                 | Iván Córdoba        | CA San Lorenzo          | 11.08.1976 | 0        | 0        | 0        | 0        |
| 3                 | Ever Palacios       | Deportivo Cali          | 18.01.1969 | 3        | 0        | 0        | 0        |
| 4                 | José Santa          | Atlético Nacional       | 12.09.1970 | 2        | 0        | 2        | 0        |
| 5                 | Jorge Bermúdez      | Boca Juniors            | 18.06.1971 | 3        | 0        | 1        | 0        |
| 13                | Wílmer Cabrera      | Millonarios FC          | 15.09.1967 | 3        | 0        | 0        | 0        |
| 16                | Luis Antonio Moreno | Deportes Tolima         | 25.12.1970 | 1        | 0        | 0        | 0        |
| Mittelfeldspieler |                     |                         |            |          |          |          |          |
| 6                 | Mauricio Serna      | Boca Juniors            | 22.01.1968 | 3        | 0        | 1        | 0        |
| 8                 | Harold Lozano       | Real Valladolid         | 30.03.1972 | 3        | 0        | 0        | 0        |
| 10                | Carlos Valderrama   | Miami Fusion            | 02.09.1961 | 3        | 0        | 0        | 0        |
| 14                | Jorge Bolaño        | Atlético Junior         | 28.04.1977 | 1        | 0        | 0        | 0        |
| 17                | Andrés Estrada      | Deportivo Cali          | 12.11.1967 | 0        | 0        | 0        | 0        |
| 18                | John Wilmar Pérez   | Deportivo Cali          | 21.02.1970 | 0        | 0        | 0        | 0        |
| 19                | Freddy Rincón       | Corinthians             | 14.08.1966 | 3        | 0        | 0        | 0        |
| Stürmer           |                     |                         |            |          |          |          |          |
| 7                 | Antony de Ávila     | Barcelona Sporting Club | 21.12.1962 | 2        | 0        | 0        | 0        |
| 9                 | Adolfo Valencia     | Independiente Medellín  | 06.02.1968 | 3        | 0        | 0        | 0        |
| 11                | Faustino Asprilla   | AC Parma                | 10.11.1969 | 1        | 0        | 0        | 0        |
| 15                | Víctor Aristizábal  | FC São Paulo            | 09.12.1971 | 3        | 0        | 1        | 0        |
| 20                | Hámilton Ricard     | FC Middlesbrough        | 12.01.1974 | 1        | 0        | 0        | 0        |
| 21                | Léider Preciado     | Independiente Santa Fe  | 26.02.1977 | 3        | 1        | 0        | 0        |
| Trainer           |                     |                         |            |          |          |          |          |
|                   | Hernán Darío Gómez  |                         | 03.02.1956 |          |          |          |          |

## Spiele der kolumbianischen Mannschaft

### Vorrunde
- Rumänien –  Kolumbien 1:0 (1:0)

Stadion: Stade Gerland (Lyon)
Zuschauer: 37.572
Schiedsrichter: Lim Kee Chong (Mauritius)
Tore: 1:0 Ilie (45.)
- Kolumbien –  Tunesien 1:0 (0:0)

Stadion: Stade de la Mosson (Montpellier)
Zuschauer: 29.800
Schiedsrichter: Bernd Heynemann (Deutschland)
Tore: 1:0 Preciado (83.)
- Kolumbien –  England 0:2 (0:2)

Stadion: Stade Félix Bollaert (Lens)
Zuschauer: 38.100
Schiedsrichter: Arturo Brizio Carter (Mexiko)
Tore: 0:1 Anderton (20.), 0:2 Beckham (29.)
Kolumbien fand nie wirklich in das Turnier und so beendete die Elf um Altstar Valderrama das Turnier mit 3 Punkten auf Platz 3.